# Aub (Bad Königshofen im Grabfeld)

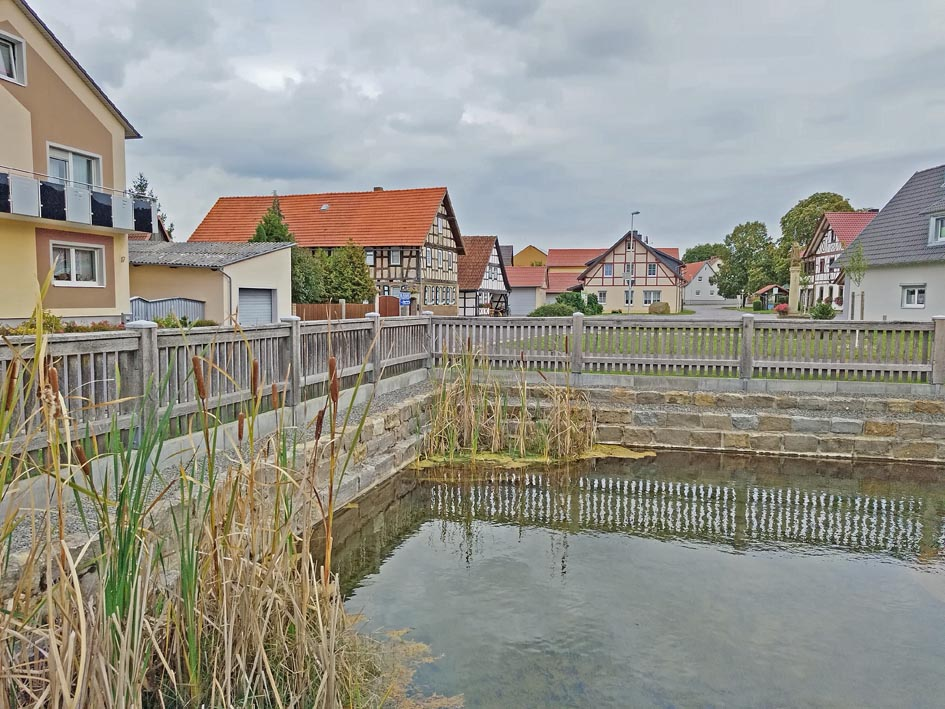
Dorfzentrum mit Weiher

Aub (Ausspracheⓘ) ist ein Gemeindeteil der Stadt Bad Königshofen im Grabfeld im unterfränkischen Landkreis Rhön-Grabfeld in Bayern.

## Geografie
Das Kirchdorf liegt am Rand des Naturparks Haßberge. Südlich des Orts befindet sich der Kleine Haßberg (426 m ü. NHN).

## Geschichte
750–450 v. Chr. war die Gegend um Aub nachweislich besiedelt. Unweit des Dorfes befinden sich in der Waldabteilung Himmelreich auf einer Fläche von fünf Hektar 140 Grabhügel aus der Hallstattzeit.
1302 vermachte Graf Konrad von Wildberg der „ecclesiae S. Petri in villa Owe“ (Aub) den Zehnten am Hassberg. In der Folgezeit war Aub auch Hennebergisches Lehen. Der Ortsname leitet sich von In der Au, im Volksmund „In D’r A“ ab, so dass der Ort fortan im Volk „Dra“ genannt wird. Durch zwei Erbteilungen in der Grafschaft Henneberg-Schleusingen in den Jahren 1347 und 1353 fielen die Orte um Königshofen an Graf Eberhard II. von Württemberg. Dieser verkaufte diese 1354 an das Hochstift Würzburg. Seitdem war Aub Bestandteil des würzburgischen Amts Königshofen, welches im 15. Jahrhundert zeitweise an die Linie Henneberg-Aschach verpfändet war. 1744 verlieh Fürstbischof Friedrich Karl von Schönborn der Gemeinde das Braurecht.
1803 wurde Aub zugunsten Bayerns säkularisiert, dann im Frieden von Preßburg 1805 Erzherzog Ferdinand von Toskana zur Bildung des Großherzogtums Würzburg überlassen, mit welchem es 1814 endgültig an Bayern fiel. Im Zuge der Verwaltungsreformen in Bayern entstand mit dem Gemeindeedikt von 1818 die ehemalige Gemeinde. 1950 wurde eine Flurbereinigung durchgeführt, 1969 das Dorfgemeinschaftshaus gebaut und ab 1971 der einsetzende Fremdenverkehr durch einen eigenen Verein koordiniert. 1976 wurde ein Landschaftssee mit 1,1 ha Wasserfläche gebaut. Am 1. Mai 1978 wurde Aub in die Stadt Bad Königshofen im Grabfeld eingegliedert.

## Kultur und Sehenswürdigkeiten

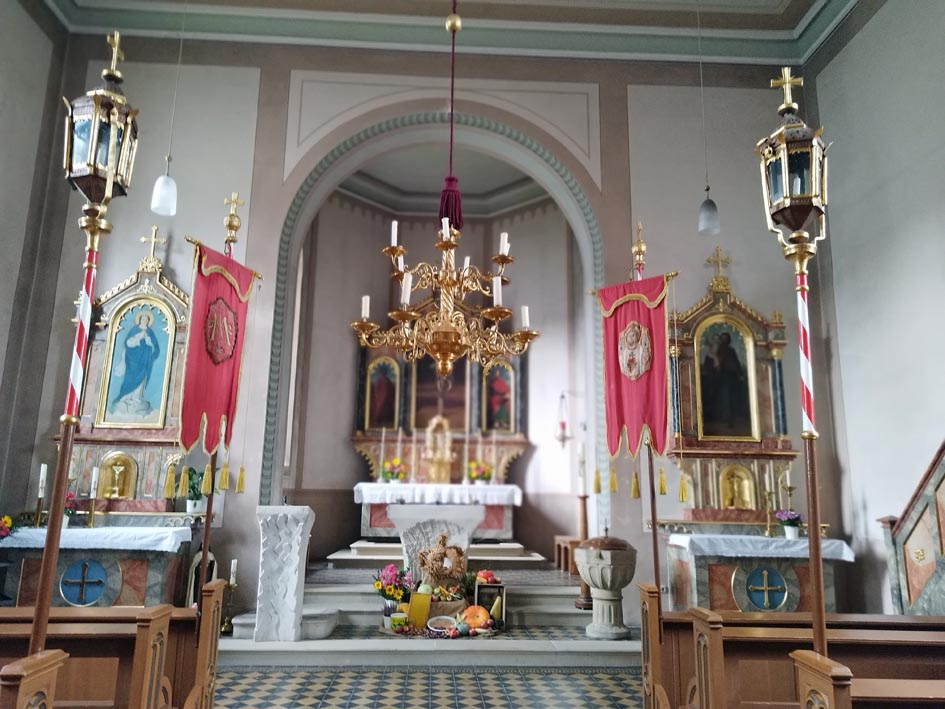
Innenraum der Kirche "Peter und Paul"

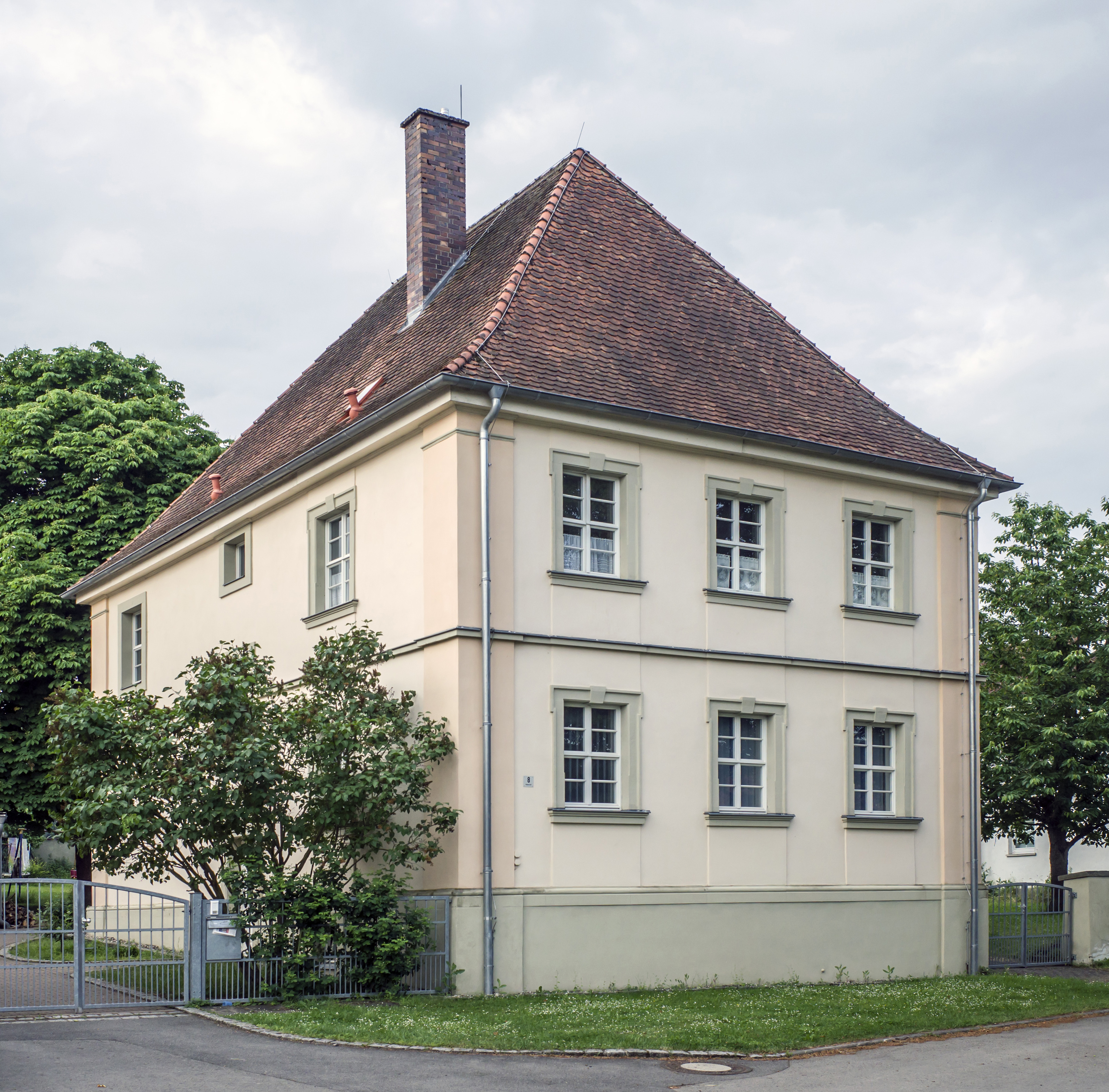
Pfarrhaus

### Religion
1400 stiftete der Ritter zu Brennhausen, Jörg Truchsess, eine Vikarie in Aub. Bauteile der ältesten, in dieser Zeit errichteten Kirche sind noch vorhanden. 1603 wurde unter Fürstbischof Julius Echter von Mespelbrunn der Kirchturm erhöht, ein Spitzdach aufgesetzt und die Kirche erneuert.
1863 wurde mit dem Bau der jetzigen, den Aposteln Peter und Paul geweihten Kirche, begonnen. 1908 wurde die Kaplanei Aub neugegründet und ein Pfarrhaus errichtet.

### Brauchtum
Seit 1991 wird in Aub wieder ein uralter Brauch gepflegt – der Umgang der sogenannten Steckenwächter, die ihr Dorf während des Sonntagsgottesdienstes bewachen.

### Baudenkmäler
- Die 1610 erbaute Dorfschmiede ist im Originalzustand erhalten.
- In der Liste der Baudenkmäler in Bad Königshofen im Grabfeld sind für Aub 11 Baudenkmale aufgeführt.

### Bodendenkmäler
- Liste der Bodendenkmäler in Bad Königshofen im Grabfeld#Gemarkung Aub